# Laguna Miscanti
La laguna Miscanti está ubicada en el Altiplano de la región de Antofagasta, en el norte de Chile, y es uno de los 7 sectores de la reserva nacional Los Flamencos. Se sitúa en las coordenadas 23°43′35″S 67°45′40″O / -23.72639, -67.76111. Está administrada, como su vecina Laguna Miñiques, por la Comunidad Atacameña de Socaire en asociatividad con la Corporación Nacional Forestal. Es una laguna salobre andina con costras salinas sulfatadas.

## Descripción
El cerro Miscanti y el volcán Miñiques se elevan sobre el lago, que tiene una particular forma de corazón y aguas de azul profundo. La costa occidental de la laguna está a menos de 1 km de la división de las aguas de la cuenca del lago del salar de Atacama. La laguna también tiene una frontera común con la cuenca del salar de Talar.
Un flujo de lava de una erupción del Meñiques separa la laguna del mismo nombre de la de Miscanti. Se considera que fue precisamente a raíz de una erupción de este volcán que se formaron las dos lagunas. Ambas se encuentran en el circuito de rutas turísticas de San Pedro de Atacama y generalmente son visitadas en una excursión especial o en otra más grande que incluye asimismo la laguna de Chaxa del salar de Atacama y los pueblos de Socaire y Toconao. 

## Cuenca
La laguna es la base de equilibrio de una cuenca endorreica cuyos características morfométricas y climatológicas más relevantes son:: II-167 
- altura: 4130 m
- superficie de la cuenca: 303 km²
- superficie de la laguna 13,4 km²
- precipitaciones: 180 mm/año
- evaporación potencial: 1500 mm/año
- temperatura media: 2 °C

## Población, economía y ecología

### Flora y fauna
En ellas anida la tagua cornuda o wari (en kunza) y, para dar una mayor protección a esta especie, se han introducido medidas especiales para la visita a las lagunas  durante la temporada reproductiva, que se extiende allí de julio a diciembre.
La fauna de este sector tiene otras especies de aves fáciles de observar, como el flamenco chileno, los patos juarjual y jergón, el blanquillo, la gaviota andina, el chirigüe verdoso, el minero de la puna o aguilucho; en total 69 especies. También están presentes los mamíferos con 18 especies, siendo los más comunes la vicuña, el guanaco, la vizcacha y el zorro culpeo. Los reptiles están representados con 6 especies y los batracios con solo una.
La flora del sector de Miscanti y Miñiques está representada principalmente por praderas naturales de secano, llamados pajonales, formadas principales por los géneros Deyeuxia, Festuca y Stipa y por zonas de matorrales, llamados localmente tolares (géneros Porastrefia y Fabiana). En las zonas altas hay especies herbáceas con propiedades medicinales, como la chachacoma (Senecio sp), el susurco (Mulinum sp), el pingo-pingo (Acantholippia sp) y otras.
En el fondo de las lagunas hay algas filamentosas de los géneros Ruppia y Potamogetom, de las cuales se alimentan algunas aves como la tagua cornuda.

## Galería de imágenes

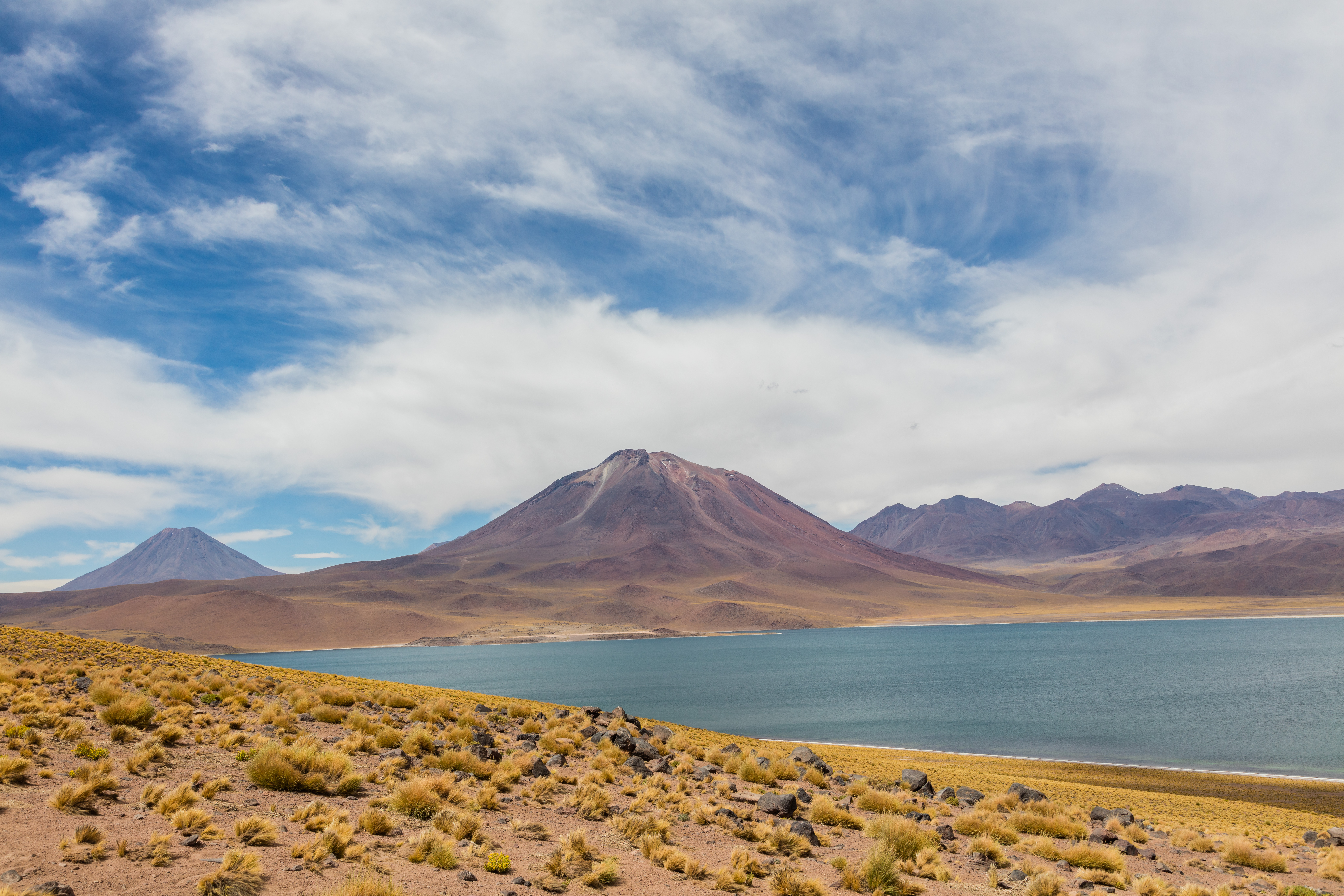
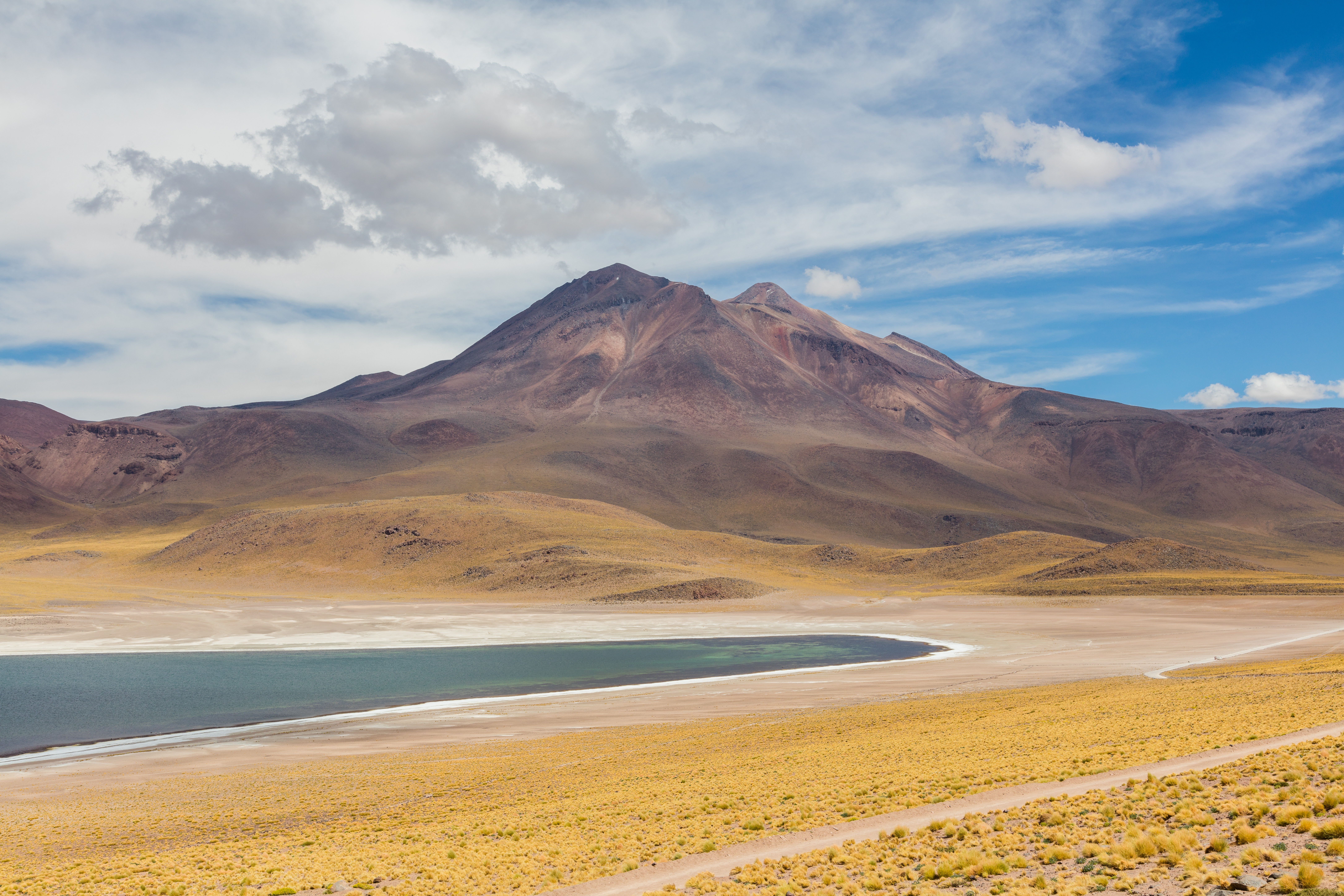
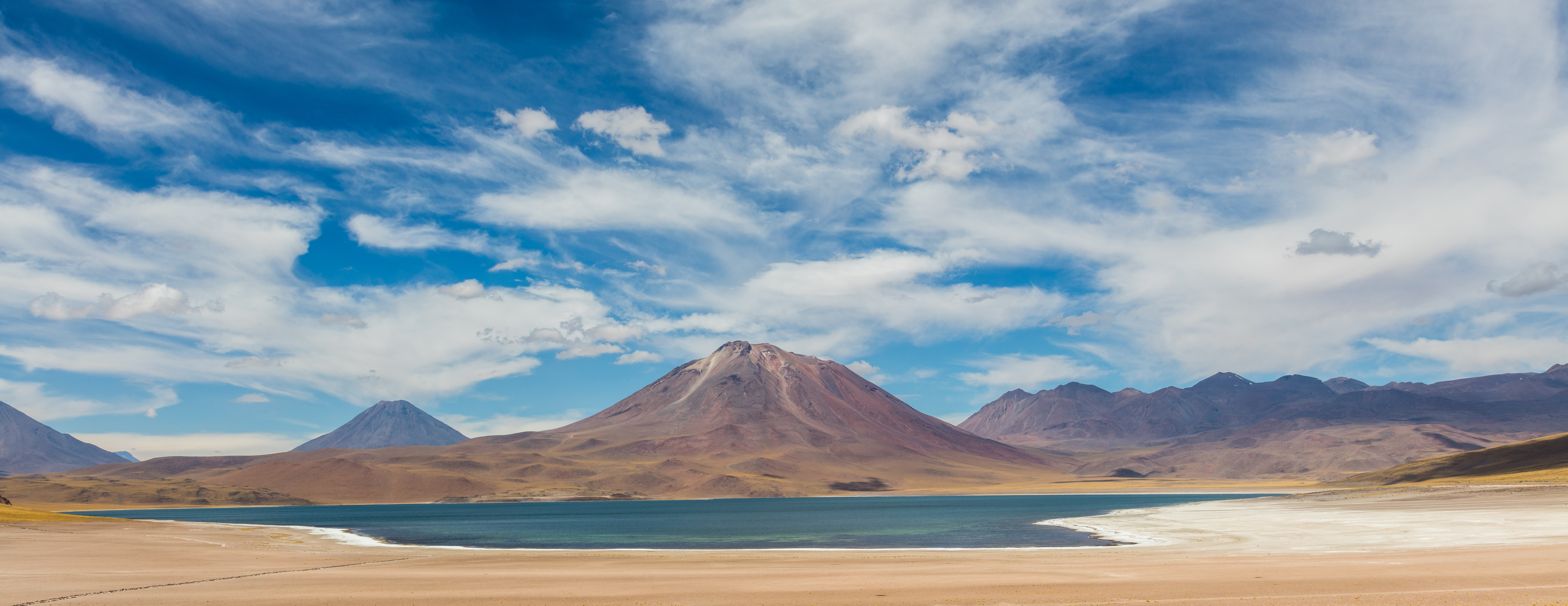